# Varsovienne
De varsovienne (of varsouvienne of varsoviana) is een rustige sierlijke Poolse dans in ¾ maat met om de maat een geaccentueerde eerste tel. Deze dans combineert elementen van de wals, mazurka en polka. De dans is rond 1850 in Warschau ontstaan.
De woorden varsovienne en varsoviana zijn de respectievelijke Franse en Spaanse vrouwelijke bijvoeglijke naamwoorden, die beide "uit Warschau" betekenen.
De dans was populair in Amerika in de 19e eeuw. Daar werd hij gedanst op de melodie van Put Your Little Foot.  Het werd ook al snel een populaire volksdans in Scandinavische landen.
De unieke arm-in-arm-positie met dezelfde naam die ook bekendstaat als de promenadepositie (wandelpositie) is ook in andere dansstijlen terug te vinden, zoals in de square dance, contredans en sommige ballroomdansen.
Een varsovianamelodietje speelt een belangrijke rol in het toneelstuk A Streetcar Named Desire van Tennessee Williams.